# Casa del Sacerdote (Muchelney)
La Casa del Sacerdote (en inglés: Priest's House) es un edificio histórico propiedad del National Trust situada en la localidad de Muchelney, en el condado inglés de Somerset. Ha sido designado como un monumento clasificado de grado II. La casa fue construida a principios del siglo XIV por la cercana Abadía de Muchelney para albergar la residencia del párroco.
Con el paso de los siglos la casa se ha ido deteriorando y fue adaptada para su uso como escuela. A finales del siglo XIX se alquiló como almacén a un agricultor. A principios del siglo XX, la Sociedad para la Protección de Edificios Antiguos hizo campaña por su restauración y luego pasó a manos del National Trust. El edificio de piedra con techo de paja se alquila a un inquilino y tiene acceso público limitado.

## Historia
La Casa del Sacerdote fue construida por la cercana Abadía de Muchelney alrededor de 1308 para que pudiera residir allí el párroco. La vicaría fue valorada en £ 10 por año en 1535. En 1608 ya se decía que el edificio estaba «en ruinas». Después fue utilizado por el vicario o coadjutor hasta alrededor de 1840, cuando la casa se usó como bodega y luego como escuela.
A finales del siglo XIX un agricultor alquiló el edificio como almacén. Debido a su mal estado, se recomendó su demolición tanto en 1896 como en 1901. La Sociedad para la Protección de Edificios Antiguos organizó un llamamiento público para recaudar fondos para acometer las necesarias reparaciones a las que contribuyeron Jane Morris, Thomas Hardy y George Bernard Shaw. Como la financiación de la restauración ya no era un problema, el edificio fue adquirido en 1911 por el National Trust, que empleó a Ernest Barnsley de los hermanos Barnsley, los maestros constructores del movimiento artístico Arts and Crafts, para el diseño y la obra. Fue realizado por Norman judioson y William Weir. El trabajo dejó en su lugar y reforzó las estructuras anteriores donde fue posible, pero agregó nuevos elementos arquitectónicos que incluyen un contrafuerte de piedra y una cocina.
En las décadas de 1990 y 2000, el edificio se sometió a más reparaciones estructurales, incluido el reemplazo de la estructura de madera que sostiene el techo, y se volvió a techar con una subvención de English Heritage. Hoy en día, el National Trust lo alquila a un inquilino el cual brinda acceso limitado al público.

## Descripción
La casa de dos pisos con techo de paja está hecha de piedra local con revestimientos de piedra de hamstone. Externamente, la casa mide 15,5 m por 6,7 m de ancho. Tiene cuatro tramos a lo largo del frente sur que incorpora la portada gótica original y ventanas de tracería. En el interior hay una chimenea del siglo XV.
El salón original iba de piso a techo, sin embargo en el siglo XVI se le añadió un techo dividiéndolo en dos plantas. Esto también implicó cambios en las ventanas originales. La sala tiene cubierta de cruck con un vértice a silla de montar típico del siglo XIV.